# PalaTracuzzi
Il PalaTracuzzi è un'arena coperta di Messina.
È una struttura realizzata nel 1983, l'impianto ha una capienza di quasi 3 000 posti a sedere ed è intitolato a Vittorio Tracuzzi, che contribuì allo sviluppo del basket in Italia.